# Pielgrzym Polski (Kościół Ewangelicko-Metodystyczny)
Pielgrzym Polski – polski dwumiesięcznik chrześcijański wydawany od 1926 roku przez Wydawnictwo Pielgrzym Polski. Jest organem prasowym Kościoła Ewangelicko-Metodystycznego.
Pismo ukazuje się w nakładzie 500 egz.